# Grand Acres
Grand Acres és una concentració de població designada pel cens dels Estats Units a l'estat de Texas. Segons el cens del 2000 tenia 203 habitants.

## Demografia
Segons el cens del 2000, Grand Acres tenia 203 habitants, 49 habitatges, i 46 famílies. La densitat de població era de 163,3 habitants per km².
Dels 49 habitatges en un 51% hi vivien nens de menys de 18 anys, en un 71,4% hi vivien parelles casades, en un 20,4% dones solteres, i en un 6,1% no eren unitats familiars. En el 4,1% dels habitatges hi vivien persones soles el 2% de les quals corresponia a persones de 65 anys o més que vivien soles. El nombre mitjà de persones vivint en cada habitatge era de 4,14 i el nombre mitjà de persones que vivien en cada família era de 4,28.
Per edats la població es repartia de la següent manera: un 36,5% tenia menys de 18 anys, un 11,3% entre 18 i 24, un 26,1% entre 25 i 44, un 17,2% de 45 a 60 i un 8,9% 65 anys o més.
L'edat mediana era de 26 anys. Per cada 100 dones de 18 o més anys hi havia 92,5 homes.
Entorn del 27,9% de les famílies i el 34,9% de la població estaven per davall del llindar de pobresa.

## Poblacions properes
El següent diagrama mostra les poblacions més properes.